# Truth Be Told, Part 1
Truth Be Told part 1 - (en español: La verdad sea dicha) es el segundo EP del cantautor y pianista estadounidense Greyson Chance. Es producido por Michael Warren y Brandon 'STIX' Salaam-Bailey. Fue lanzado el 29 de octubre de 2012 en Asia en formato físico y el resto del mundo en formato digital bajo los sellos discográficos Eleveneleven, Maverick Records y Geffen Records.

## Composición
El EP se describe como una parte de lo que será el álbum completo (Planet X) "Cambié el estilo del EP y es muy diferente a Hold On 'til the Night. La idea detrás de esto es que de esto debería tratar la música" - Greyson en una entrevista con Total Girl Philippines

## Sencillo
"Sunshine & City Lights" (en español: El sol y las luces de la ciudad) es el único sencillo del EP. Fue lanzado el 2 de octubre del 2012. El video musical se estrenó en Vevo el 16 de noviembre del 2012 y fue dirigido por Clarence Fuller Chance fue el autor del concepto del video.

## Lista de canciones
| "Truth Be Told part 1" |                          |                                                       |                                       |          |  |
| N.º                    | Título                   | Escritor(es)                                          | Producer(s)                           | Duración |  |
| 1.                     | «Sunshine & City Lights» | Greyson Chance, Nexus                                 |                                       | 3:43     |  |
| 2.                     | «You Might Be the One»   | Greyson Chance, Brandon Salaam Bailey, Michael Warren | Brandon Salaam Bailey, Michael Warren | 3:23     |  |
| 3.                     | «Leila»                  | Greyson Chance, Toby Gad, Lindy Robbins               | Toby Gad                              | 2:49     |  |
| 4.                     | «California Sky»         | Greyson Chance, Toby Gad, Lindy Robbins               | Toby Gad                              | 2:52     |  |
| 5.                     | «Take My Heart»          | Greyson Chance, Brandon Salaam Bailey, Michael Warren | Brandon Bailey, Michael Warren        | 2:43     |  |